# فادی‌لی
فادی‌لی (به لاتین: Fadılı) یک منطقه مسکونی در جمهوری آذربایجان است که در شهرستان گوی‌گول واقع شده است.